# Epinephelus spilotoceps
Epinephelus spilotoceps · Mérou à quatre selles
Espèce
Synonymes
- Epinephelus salonotus Smith & Smith, 1963
- Epinephelus spiloteceps Schultz, 1953
- Epinephelus spilotoceps Schultz, 1953 (préféré par UICN)

Statut de conservation UICN

 LC  : Préoccupation mineure
Epinephelus spilotoceps, communément nommé Mérou à quatre selles, est une espèce de poissons marins de la famille des Serranidae.
Le Mérou à quatre selles est présent dans les eaux tropicales de l'Indo-Ouest Pacifique, il a une préférence pour les eaux insulaires même s'il est présent le long des rivages de la côte orientale de l'Afrique, il est absent entre autres de la Mer Rouge, du Golfe Persique, du Sri Lanka, des Philippines, de Taïwan et du Japon .
Il peut atteindre une taille de 35 cm de long.